# Tom Sharpe
Tom Sharpe (London, 1928. március 30. – 2013. június 6.) angol szatirikus író.

## Élete
Thomas Rydley Sharpe 1928. március 30-án Londonban született. A lancingi Bloxham School, valamint a cambridge-i Pembroke College diákja volt, majd a királyi tengerészgyalogságnál szolgált. 1951-ben Dél-Afrikába utazott, ahol szociális munkásként és tanárként dolgozott 1961-ig, utána viszont egy lázadás miatt deportálták. Dél-Afrikában töltött időszaka ihlette első két novellája, a Kisvárosi gyilkosságok és az Illetlen expozíció megírását. Miután visszatért Angliába, megpályázta a Cambridge-i Művészeti és Technikai Kollégium történelemtanári állását. Az itt töltött ideje ihlette a Wilt sorozatot. 2004-től a katalóniai Llafranc-ban élt, itt írta meg Wilt on Nowhere, majd 2010-ben The Wilt Inheritance című könyvét. A könyveit sokan szerették, de voltak, akik kritizálták „fekete” humora miatt.

## Pályája
Legújabb könyvének címe Wilt in Nowhere. Cambridge-ben tanult, 1972-től ott is tanított. Tizenhárom bestsellert tudhat magáénak. A Porterhouse Blue és a Blott on the Landscape című munkáiból tévésorozat készült, a Wilt-ből filmet csináltak. 1986-ban a Xavier Forneret fekete humor-nagydíj 33. kitüntetettje lett.

## Magyarul
- Kisvárosi gyilkosságok (Riotous Assembly, ford. Mészáros Viktor, Teleteacher, 1994)[10]
- Éretten éretlen. Szatirikus regény (Vintage Stuff, ford. Mészáros Viktor, Teleteacher, 1996)
- Remetelét. Szatirikus regény (The Throwback, ford. Mészáros Viktor, versford. N. Kiss Zsuzsa; Teleteacher, 1996)
- Kertész a vártán. Szatirikus regény; a ferdítést gatyába rázta Mikócs Pepe, az eredményt Sharpe-ította Mészáros Viktor; Teleteacher, Bp., 1997
- Wilt (Wilt, ford. Mészáros Viktor, Partvonal Kiadó, 2005)
- Wilt alternatív lesz (The Wilt Alternative, ford. Mészáros Viktor, Partvonal Kiadó, 2005)